# Rohrberg (Eichsfeld)
Rohrberg ist eine Gemeinde in der Verwaltungsgemeinschaft Hanstein-Rusteberg im thüringischen Landkreis Eichsfeld.

## Geographie
Rohrberg liegt etwa 8 Kilometer nordwestlich des Heilbades Heiligenstadt am Rande des westlichen Eichsfeldes an der Landesgrenze nach Niedersachsen. Nachbargemeinden sind Gleichen mit der Ortschaft Ischenrode im Norden, Freienhagen und Schachtebich im Osten, Rustenfelde im Süden und Friedland mit den Ortschaften Ludolfshausen und Lichtenhagen im Nordwesten.
Der Ort liegt am Fuße des gleichnamigen Rohrberges (415,5 m), einem Zeugenberg aus Muschelkalk der die Buntsandsteinhügellandschaft des mittleren Eichsfeldes nach Westen begrenzt. Östlich der Ortslage verläuft der Eulenbach, ein Zufluss zum Rustebach, welcher bei Arenshausen in die Leine mündet. Unmittelbar südlich verläuft die Bundesautobahn 38 mit einer Anschlussstelle und dem Heidkopftunnel.

## Geschichte
Einen Kilometer nordwestlich des Dorfes liegt auf der nördlichen Spitze des Rohrberges eine vormittelalterliche Wallanlage. Eine etwa 25 × 15 Meter große Fläche ist noch mit einem Graben umgeben. Innerhalb dieser Fläche befindet sich eine Grube als Rest eines Gebäudes. Man schließt dabei auf die hochmittelalterliche Burg Schnellecke.
Die urkundliche Ersterwähnung des Ortes war vor dem 1. September 1055 im Rahmen einer Übertragung von 4½ Hufen Land und einer Mühle in Roriberch durch Erzbischof Luitpold  an das Stift Nörten. Ein weiteres Mal wurde der Ort 1189 mit Hartmann und Konrad von Rohrberghe genannt. Seit 1209 ist Rohrberg Sitz einer Pfarrei. Im 15. Jahrhundert wurde der Ort aus unbekannten Gründen eine Wüstung. Um 1500 erfolgte der Wiederaufbau. Der Ort gehörte von 1055 bis zur Säkularisation zu Kurmainz, das ihn denen von Rusteberg als Lehen übertrug. Nach dem Aussterben der Rusteberger fiel der Ort an das Geschlecht von Bodenhausen. Von 1815 bis 1945 war er Teil der preußischen Provinz Sachsen, kam 1945 zur Sowjetischen Besatzungszone und war ab 1949 Teil der DDR. Von 1961 bis zur Wende und Wiedervereinigung 1989/1990 wurde Rohrberg von der Sperrung der nahen innerdeutschen Grenze beeinträchtigt. Seit 1990 gehört der Ort zu Thüringen.

### Einwohnerentwicklung
Entwicklung der Einwohnerzahl (31. Dezember):
| - 1994: 250 - 1995: 247 - 1996: 249 - 1997: 255 - 1998: 255 - 1999: 252 | - 2000: 251 - 2001: 256 - 2002: 257 - 2003: 251 - 2004: 250 - 2005: 250 | - 2006: 252 - 2007: 244 - 2008: 248 - 2009: 244 - 2010: 240 - 2011: 240 | - 2012: 237 - 2013: 233 - 2014: 233 - 2015: 234 - 2016: 243 - 2017: 237 | - 2018: 235 - 2019: 243 - 2020: 234 - 2021: 226 - 2022: 225 - 2023: 223 |

Datenquelle: Thüringer Landesamt für Statistik

## Politik

### Gemeinderat
Der Gemeinderat von Rohrberg setzt sich aus sechs Gemeinderatsmitgliedern zusammen.
- CDU: 4 Sitze
- Wahlvorschlag Gesangsverein/Feuerwehr: 2 Sitze

(Stand: Kommunalwahl am 26. Mai 2019)

### Bürgermeister
Der ehrenamtliche Bürgermeister Markus Kulle (CDU) wurde am 12. Juni 2022 gewählt.

## Wappen
Blasonierung: „Von Silber und Gold schrägrechts geteilt; vorn drei schwarze Rohrkolben mit grünem Stiel und mit je zwei grünen Blättern figurweise; hinten am Spalt ein grüner, links angeschnittener Berg, belegt mit einem silbernen sechsspeichigen Rad.“

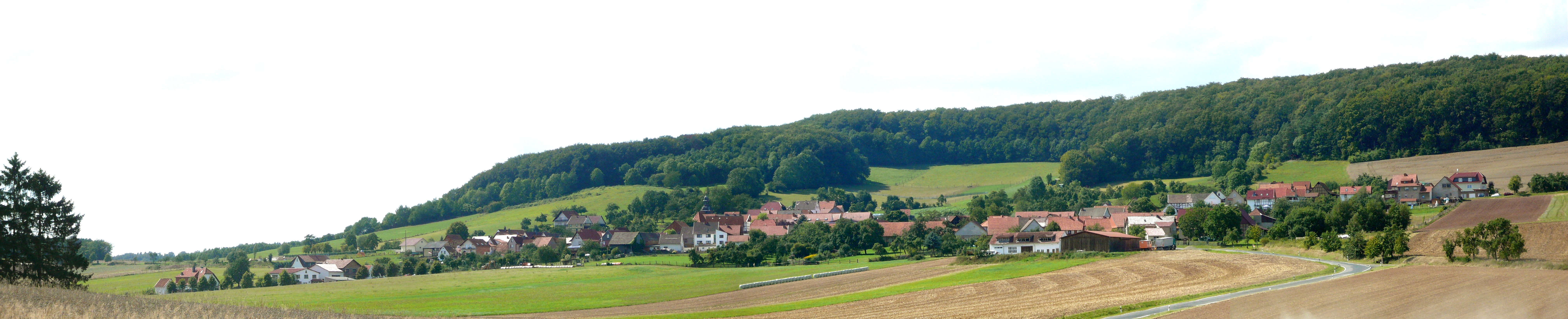
Blick von Osten auf Rohrberg am Fuße des gleichnamigen Rohrberges

## Sehenswertes

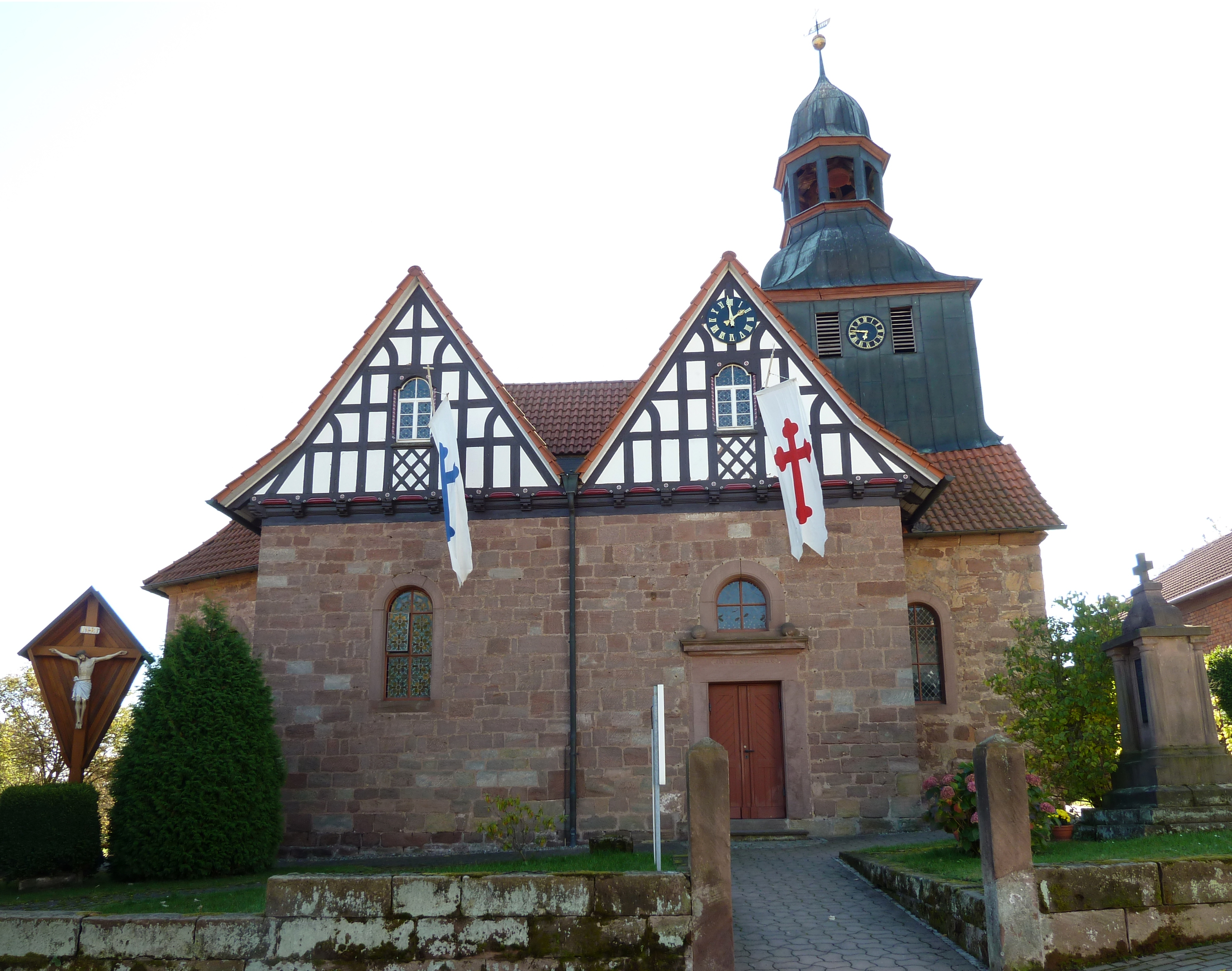
Die Kirche von Rohrberg

Sehenswürdigkeiten von Rohrberg sind:
- die Kirche „St. Pankratius“
- der Dorfanger
- das Naturschutzgebiet am Heinebrink (348,2 m) mit seinen Kalk- und Halbtrockenrasen